# 1392 en santé et médecine
| Années de la santé et de la médecine : 1389 - 1390 - 1391 - 1392 - 1393 - 1394 - 1395    |
| Décennies de la santé et de la médecine : 1360 - 1370 - 1380 - 1390 - 1400 - 1410 - 1420 |

Cet article présente les faits marquants de l'année 1392 en santé et médecine.

## Événements
- 7 mai : à l'occasion de la prestation de serment de Thomas Stodeley, première mention d'un magister chirurgorum ou « maître des chirurgiens » de Londres[1].
- 5 août : après la crise du mois de mars précédent, et pendant que, en route vers la Bretagne, il chevauche dans la forêt du Mans, le roi de France Charles VI est pris d'un premier accès de démence ; il rechutera en 1393, en 1395 et en 1397, pour ne plus retrouver la raison que par intermittence[2].
- Fondation de l'université d'Erfurt, en Thuringe, établissement qui, en 1520, n'aura formé que « cinq docteurs en médecine, contre cent vingt en théologie et vingt en droit[3] ».
- 1391-1392 : construction de l'hôpital Saint-Georges à Delitzsch, en Saxe[4].
- 1391-1392 : Agace la Françoise et Jeanne la Riquedonne sont « matrones jurées » (sages-femmes expertes) du roi Charles VI au Châtelet[5].

## Publications
- Richard Eudes, médecin de Louis II, roi de Naples, termine sa traduction de De balneis puteolanis, de Pierre d'Éboli[5].
- Un chirurgien de Londres rédige un abrégé de la Chirurgia d'Henri de Mondeville[5].

## Décès
- John Arderne (né en 1307), considéré comme le père de la chirurgie en Angleterre[1].
- Jean Radlica (date de naissance inconnue), originaire de Radlice près Kalisz en Pologne, maître en médecine de l'université de Montpellier, médecin puis chancelier de Louis Ier, roi de Hongrie et de Pologne, nommé évêque de Cracovie en 1382[6].
- Christoforo Giorgio degli Onesti (né vers 1320), médecin ayant exercé à Bologne[7].